# 帕利瑟勒
帕利瑟勒（法語：Paliseul，法語發音：[palizœl]）是比利时瓦隆大区盧森堡省讷沙托区的一个市镇，西与那慕爾省接壤，通行法语，是比利时法语社群的一部分，面积112.96平方千米，人口5,393人（2018年1月1日）。